# NGC 4201
NGC 4201 este o emission-line galaxy⁠(d) situată în constelația Fecioara. A fost descoperită în 1886 de către Francis Leavenworth. Se află la o distanță de 77,24 de megaparseci de Pământ.